# Mahou Tsukai Chappy
Mahou Tsukai Chappy (яп. 魔法使いチャッピー Махо Цукай Тяппи, Маленькая волшебница Чаппи) — японский аниме-сериал, выпущенный студией Toei Animation. Это пятое в истории аниме в жанре махо-сёдзё, к тому же все 4 предыдущих сериала данного жанра были выпущены также студией Toei Animation. Транслировался по телеканалу ABC с 3 апреля по 2 декабря 1972 года. Сериал также был дублирован на разных языках и даже транслировался на территории Мексики и Перу.

## Сюжет
Сюжет сериала во многом схож с «Ведьма Салли». Чаппи становится скучно жить в волшебном мире, чьи обитатели держат себя в строгих рамках обычаев и она отправляется в мир людей. Там Чаппи встречает новых друзей. Позже к ней присоединяются и родители.

## Персонажи
- Чаппи — маленькая волшебница, которой стало очень скучно жить в волшебном мире. Использует волшебную палочку, которая досталась от дедушки.
- Дзюн — младший брат Чаппи. Может превращаться в разных животных. Всё время хочет покататься на волшебной машине Дон-тяна.
- Дон-тян — говорящая панда, которая ездит на волшебной машине.
- Папа и Мама — родители Чаппи и Дзюна. Решают жить в мире людей.
- Дедушка — дедушка Чаппи и Дзюна. Постоянно отчитывает сына (отца Чаппи), но очень заботится о Чаппи.
- Обаба — одна из старейших волшебниц, заботится о семье Чаппи, хотя не связана с ними кровными узами.
- Митико — первая земная подруга Чаппи. Девочка-сорванец, постоянно смотрит за своими братьями. Её отец владеет бизнесом в области химчистки.
- Ипэй и Нихэй — младшие братья Митико, постоянно доставляют новые проблемы, но хорошо дружат с Дзюном.
- Сидзуко — подруга Чаппи, её одноклассница. В отличие от Митико более женственна.

## Роли озвучивали
- Эйко Масуяма — Чаппи
- Кодзи Яда — Папа
- Косэй Томита — Дон-тян
- Масако Нодзава — Нихэй
- Норико Ватанабэ — Мама